# Lothar Käser

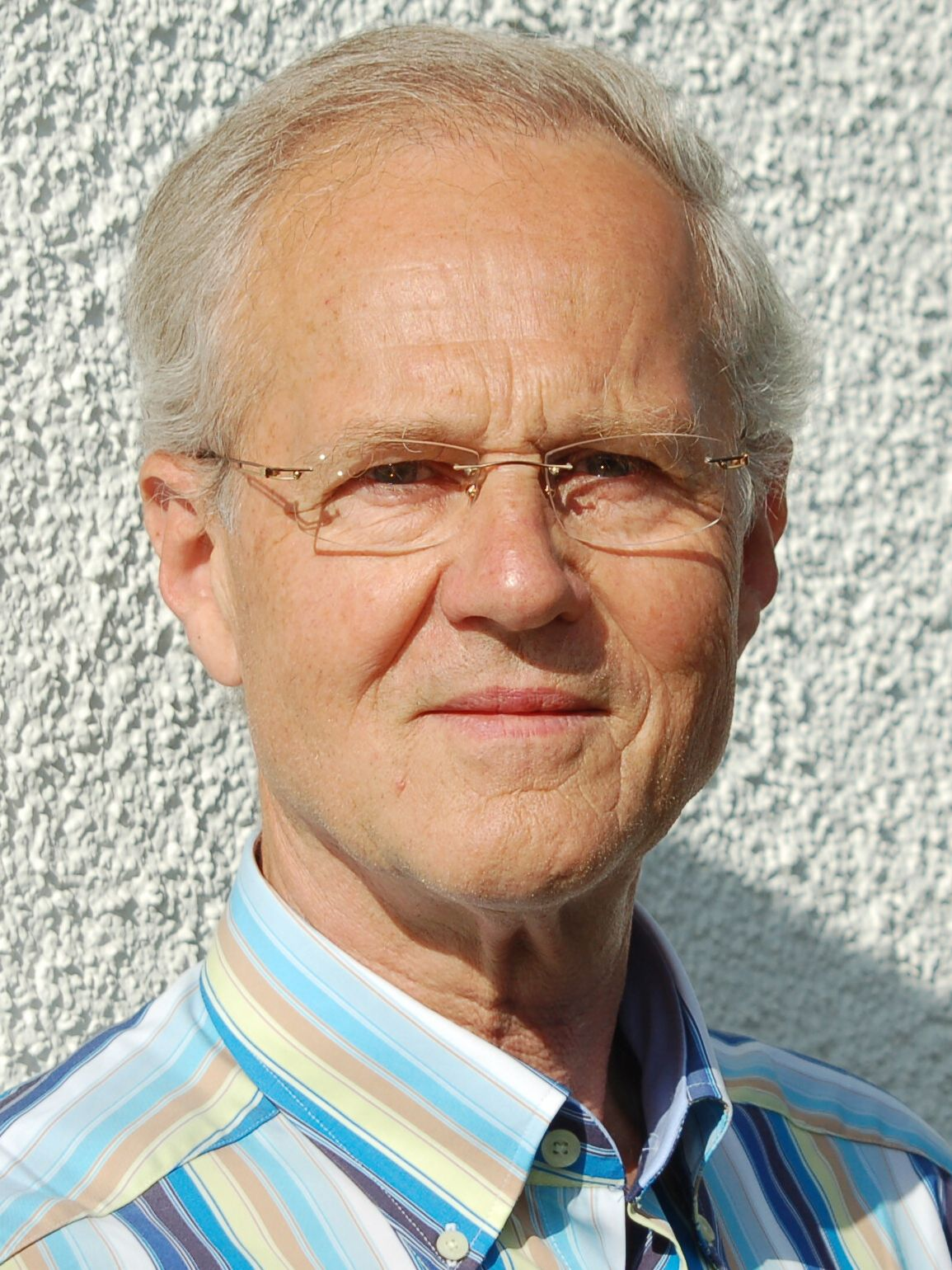
Lothar Käser im Jahr 2006

Lothar Käser (* 23. April 1938 in Freiburg im Breisgau) ist ein deutscher Gymnasiallehrer, Ethnologe und Autor.

## Leben und Wirken

### Kindheit und Ausbildung
Käser ist der erste von drei Söhnen des aus dem Nördlinger Ries stammenden Pastors Arnold Käser und seiner Ehefrau Maria Käser, geb. Schimpf. Während der Vater als Soldat im Zweiten Weltkrieg war, floh die Mutter im November 1944 nach einem Bombenangriff auf Freiburg mit den Kindern in die Sicherheit ihres Heimatortes Gültlingen (Wildberg) im Nagoldtal, wo Käser seine Grundschulzeit verbrachte. Ab 1948 besuchte er das Gymnasium in Calw und ab 1951 in Tuttlingen. Nach dem Abitur 1957 studierte er an den Universitäten in Freiburg, München und Tübingen die Fächer Anglistik, Romanistik und Latein. 1962 und 1964 legte er die Staatsprüfungen für das Lehramt an Gymnasien in den Fächern Englisch und Französisch ab. Im Rahmen eines deutsch-französischen Austauschprogrammes übernahm er 1963 für ein Jahr eine Stelle als „Assistant d’Allemand“ am Lycée d’Etat in Evreux und arbeitete danach als Lehrer am Fürstenberg-Gymnasium Donaueschingen.

### Arbeit in Mikronesien
Von 1969 bis 1974 war er in der kirchlichen Entwicklungszusammenarbeit mit Dienste in Übersee auf Truk in Mikronesien als Lehrer an der „Philadelphia Junior-Highschool“ der „Evangelical Church of Chuuk“ auf der Hauptinsel Tol tätig. Später wurde er Schulleiter an dieser zuvor von der Liebenzeller Mission gegründeten Schule und Mitglied deren Feldkomitees. Seine Tätigkeit als Lehrer von Schülern, die unter völlig anderen gesellschaftlichen Gegebenheiten sozialisiert worden waren und ihre Lebenswelt in ganz anderer Weise begriffen als europäisch-westlich orientierte Schüler, ließen ihn schon bald erkennen, dass ihre Chuukesische Sprache und ihre ganz anders strukturierte Grammatik den einzig effektiven Schlüssel zum Verstehen der in charakteristisch anderen Denkweisen handelnden Insulaner darstellte. Mit Hilfe eines in der Schulbibliothek gefundenen Buches der amerikanischen Ethnolinguisten Edward Sapir und Benjamin Lee Whorf begann er, sich mit dem Denken und Verhalten in menschlichen Gesellschaften auseinanderzusetzen. Beim Erlernen der Chuuksprache, die er sich mit Hilfe eines älteren Grammatikbuches des Missionars Richard Neumaier erschloss, begann er sich auch mit der Sapir-Whorf-Hypothese über die sprachliche Relativität des menschlichen Denkens zu beschäftigen.
Das veranlasste die Leitung der einheimischen Kirche, ihn 1972 zusammen mit der Missionarin Anneliese Stüber und einem einheimischen Team (Pastoren, Oberhäuptling, Polizist und Medium) mit der Übersetzung des Alten Testamentes in die Chuuksprache zu beauftragen. Das bedeutete auch eine Revision des vorhandenen Neuen Testaments. Beide Teile der Bibel wurden im Jahr 2000 fertiggestellt. Im Zuge der Arbeit an dieser Übersetzung entstand eine Sammlung von sprachlichen Daten zum Menschenbild der Insulaner, das heißt zu ihren Vorstellungen von Körper, Seele und Geist und im weiteren Sinne zu den Formen von Animismus, wie er sich in ihrem Denken manifestiert. Diese Sammlung sollte die Basis für Käsers weiteren Werdegang bilden.

### Studium, Forschung und Lehrtätigkeit
Käser arbeitete ab 1974 wieder als Gymnasiallehrer am Fürstenberg-Gymnasium in Donaueschingen und begann gleichzeitig ein Ethnologie-Studium an der Universität Freiburg. Mit einer religionsethnologischen Studie über Der Begriff „Seele“ bei den Insulanern von Truk wurde Käser 1977 in Freiburg zum Dr. rer. nat. promoviert. 1980 zog er mit seiner Familie um nach Freiburg, wo er eine Anstellung als Studiendirektor am Theodor-Heuß-Gymnasium erhielt. 1987 erfolgte seine Habilitation mit einer Arbeit über Die Besiedlung Mikronesiens. Eine ethnologisch-linguistische Untersuchung. Von 1994 bis zu seiner Emeritierung 2011 war er als Außerplanmäßiger Professor für Ethnologie mit Schwerpunkt Ozeanistik, austronesische Linguistik und Religionsethnologie am Institut für Ethnologie der Universität Freiburg tätig.
Ab 1976 dozierte er bei Fortbildungskursen für Missionare der Liebenzeller Mission über Ethnologie. Diese Arbeit wurde ab 1978 unter der Leitung von George W. Peters im Monbachtal als Seminar für Missionarische Fortbildung (SMF) der späteren Akademie für Weltmission fortgesetzt. Hier unterrichtete er mehrere Jahrzehnte als freier Mitarbeiter die Fächer Anthropologie und Ethnologie, desgleichen bei den Wycliff-Bibelübersetzern, der Freien Theologischen Hochschule Gießen und der Theologischen Fernschule BFU. Käser gilt besonders bei kirchlichen Organisationen als Vordenker in der interkulturellen Zusammenarbeit ("Fremde Kulturen").
Seine Reisen für Feldforschungen und Lehrtätigkeiten brachten ihn in verschiedene Länder Südamerikas, Afrikas und Asiens. Die sprachwissenschaftlichen Ergebnisse seiner philologischen Forschung flossen in das neue Wörterbuch der Chuuk-Sprache ein, das u. a. der amerikanische Kulturanthropologe Ward Goodenough herausbrachte.
Käsers erklärtes Ziel ist ein kritischer, konstruktiver Beitrag zu den Themen Entwicklungszusammenarbeit und Missiologie. Er sieht die Tätigkeit der Missionen aus ethnologischen Gründen nicht ausschließlich als Zerstörung von Kulturen, sondern als Auslösung und Begleitung von Aneignungsprozessen, die zum Gelingen, nicht nur von Maßnahmen in der Entwicklungszusammenarbeit, sondern auch von Christianisierungsprozessen beitragen. Mission habe vielerorts vor allem durch Bildung und Verschriftlichung einheimischer Sprachen einen Entwicklungsschub, humanere Lebensverhältnisse und bessere Rechtsverhältnisse bewirkt.
Käser referiert bis heute bei Veranstaltungen wie dem Regensburger Symposium für Wissenschaft und den Theologischen Tagen der IHL in Bad Liebenzell. Ehrenamtlich engagiert er sich als Mitglied des Kuratoriums der "Akademie der Älteren Generation", einer ökumenischen Initiative der Freiburger Erwachsenenbildung.

## Ehrungen
- 1998: George-W.-Peters-Preis für sein Werk Fremde Kulturen.
- 2023: Lebens.Werk-Preis für seine Leistung, wissenschaftliche Erkenntnisse in den Bereichen Anthropologie und Ethnologie in die evangelikale Welt Deutschlands einzuführen.[12][13]

## Familie
Lothar Käser heiratete 1964 Gisela Nonnenberg aus Gütersloh, die als Missionarskind auf Sumatra im Batakland geboren ist. Das Paar wohnt in Schallstadt und hat zwei Kinder.

## Veröffentlichungen
- … und bliebe am äußersten Meer. Mikronesisches Tagebuch, Verlag der Liebenzeller Mission, Bad Liebenzell, 1972, ISBN 978-3-921113-29-5.
- Pauti. Mit einer Missionarin der Schweizer Indianermission bei den Campa-Indianern in Peru, Schwengeler Verlag, Berneck 1989.
- Durch den Tunnel. Die Geschichte der Übersetzung des Alten Testaments in die Sprache der Truk-Inseln in der Südsee, VLM, Bad Liebenzell 1990, ISBN 978-3-88002-431-1.
- Licht in der Südsee: Wilhelm Friedrich & Elisabeth Kärcher, VLM, Bad Liebenzell 2006, ISBN 978-3-921113-88-2.

Wissenschaftlich
- Der Begriff „Seele“ bei den Insulanern von Truk, Dissertation, Freiburg i. Br. 1977.
- Die Besiedlung Mikronesiens: Eine ethnologisch-linguistische Untersuchung (gleichzeitig Habilitationsschrift), Dietrich Reimer Verlag, Berlin 1990, ISBN 978-3-496-00485-1.
- The concepts “sin” and “curse” on the Islands of Chuuk/Micronesia, NAOS, University of Pittsburgh 1994, Vol. 10, 1-3, S. 29–32.
- Fremde Kulturen. Eine Einführung in die Ethnologie für Entwicklungshelfer und kirchliche Mitarbeiter in Übersee, Erlangen und Bad Liebenzell 1997; VTR, Nürnberg 2014, ISBN 978-3-95776-114-9.
  - Diferentes Culturas. Uma introdução á etnologia, Descoberta Editora, Londrina 2004 (portugiesisch).
  - Voyage en culture étrangère. Guide d'ethnologie appliquée. Charols (France) 2008 (französisch).
  - Foreign Cultures. An Introduction to Ethnology for Development Aid Workers and Church Workers Abroad, VTR, Nürnberg 2014 (englisch).
- Animismus: eine Einführung in die begrifflichen Grundlagen des Welt- und Menschenbildes ethnischer Gesellschaften, VTR Nürnberg 2004; Auflage 2014, ISBN 978-3-95776-112-5.
  - Animisme. Introduction à la conception du monde et de l’homme dans les sociétés axées sur la tradition orale. Charols (Excelsis) 2010 (französisch).
  - Animism – A Cognitive Approach. An introduction to the basic notions underlying the concepts of the world and of man held by ethnic societies, for the benefit of those working overseas in development aid and in the church, VTR, Nürnberg 2014 (englisch).
- Doppelte Welten. Vierzig Jahre ethnologisch-linguistische Forschungen in Mikronesien, Verlag Wissenschaft & Öffentlichkeit, Freiburg 2011, ISBN 978-3-930369-36-2.
- A Chuukese Theory of Personhood. The Concepts Body, Mind, Soul and Spirit on the Islands of Chuuk (Micronesia). An Ethnolinguistic Study, VTR Publications, Nürnberg 2016.

als Mitautor
- Mission heute – Argumente eines Völkerkundlers, in: Ursula Wiesemann (Hrsg.): Mission und Menschenrechte, R. Brockhaus Verlag, Wuppertal 1979, ISBN 978-3-417-12196-4, S. 101–111.
- Ethnologie, in: Helmut Burkhardt und Uwe Swarat (Hrsg.): Evangelisches Lexikon für Theologie und Gemeinde, Wuppertal 1992, S. 550–551.
- Pater Wilhelm Schmidt S.V.D., in: Helmut Burkhardt und Uwe Swarat (Hrsg.): Evangelisches Lexikon für Theologie und Gemeinde. Wuppertal 1994.
- Anthropologie und Ethnologie am CBS-Studienzentrum Korntal, in: Jürgen Steinbach und Klaus W. Müller (Hrsg.): Theologie, Mission, Verkündigung. Festschrift zum 60. Geburtstag von Helmuth Egelkraut, Bonn 1998, S. 58–62.
- Der Begriff „Himmel“ als Bibelübersetzungsproblem in den austronesischen Sprachen Ozeaniens und Südostasiens, in: Stephan Holthaus und Klaus W. Müller (Hrsg.): Die Mission der Theologie. Festschrift für Hans Kasdorf zum 70. Geburtstag, mission academics Bd. 5, Bonn 1998, S. 152–161.
- Zerstört Mission Kultur?, in: Heinzpeter Hempelmann (Hrsg.): Warum in aller Welt Mission?. Zerstört Mission Kultur?, VLM, Bad Liebenzell 1999, S. 77–87.
- Der positive und negative Beitrag der Mission zur gesellschaftlichen und kulturellen Entwicklung, in: Klaus W. Müller (Hrsg.): Mission im Kreuzfeuer. Referate der Jahrestagung 2001 des Arbeitskreises für evangelikale Missiologie (AfeM) in Wiedenest, VTR, Nürnberg 2001, S. 17–29.
- mit Petra Steimle: Grundzüge des Weltbilds in mikronesischen Gesellschaften. In: Hermann Hiery (Hrsg.) 2001: Die deutsche Südsee 1848–1914. Ein Handbuch. Paderborn (Schoening). S. 475–507.
- Erziehung und Gewissen, in: Cornelia Mack und Friedhilde Stricker (Hrsg.): Zum Leben erziehen. Kinder auf das Leben vorbereiten, Hänssler Verlag, Holzgerlingen 2002, S. 56–77.
- Ethnologische Stichwörter, in: Der Brockhaus Religionen. Glauben, Riten, Heilige. Mannheim, Leipzig 2004.
- Chuuk, sein Inselkranz, die Brotfrucht und ihre Magie, in: Ingrid Heermann und Katja Göbel (Hrsg.): Südsee-Oasen. Leben und Überleben im Westpazifik, [Begleitbuch zur Sonderausstellung im Linden-Museum Stuttgart, 5. Dezember 2009 – 6. Juni 2010]. Mit Beitr. von Katja Göbel … Stuttgart (Linden-Museum), S. 138–149.
- Animismus als Welt- und Menschenbild, in: Hamit Reza Yousefi, Hans Waldenfels, Wolfgang Gantke (rsHg.): Wege zur Religion. Aspekte – Grundprobleme – ergänzende Perspektiven, Nordhausen (Bautz) 2010, S. 137–168.
- „Den Buchstaben h können die Eingeborenen nicht aussprechen“. Pater Laurentius Bollig und die Sprache von Chuuk, in: Thomas Stolz, Christina Vossmann, Barbara Dewein (Hrsg.): Kolonialzeitliche Sprachforschung. Die Beschreibung afrikanischer und ozeanischer Sprachen zur Zeit der deutschen Kolonialherrschaft, Akademie Verlag, Berlin 2011, S. 263–283.
- Die Sprache von Mapia in Mikronesien. Vergleichende Untersuchungen zu einer Wortliste von Johann Stanislaus Kubary aus dem Jahr 1895, in: Daniel Schmidt-Brücken und Susanne Schuster (Hrsg.): Koloniallinguistik. Sprache in kolonialen Kontexten, Verlag Walter de Gruyter, Berlin 2015, ISBN 978-3-11-042840-7, S. 247–316.

als Herausgeber
- Wort und Klang. Martin Gotthard Schneider zum 65. Geburtstag, Verlag für Kultur und Wissenschaft, Bonn 1995, ISBN 978-3-926105-43-1.
- mit Friedemann Walldorf und Bernd Brandl: Mission und Reflexion im Kontext. Perspektiven evangelikaler Missionswissenschaft im 21. Jahrhundert. Festschrift für Klaus W. Müller zu seinem 65. Geburtstag, edition afem, mission academics 31, Nürnberg/Bonn; VTR/VKW 2010, ISBN 978-3-938116-92-0.

Aufsätze
- Einheimische Kirche und einheimische Kultur. Ein Beispiel aus der Südsee, in: Verband evangelischer Missionskonferenzen (Hrsg.): Evangelische Mission, Jahrbuch 1985, Missionshilfe Verlag, Hamburg 1985, S. 61–66.
- Was ist Kultur, in: Porta 40, Verlag der SMD in Deutschland, Marburg 1987, S. 18–19.
- Die Campa-Indianer, in: Ethos, Schwengeler Verlag, Berneck 1988.3, S. 6–13.
- The concept “The Sacred” in the islands of Truk. In: NAOS (University of Pittsburgh, PA) Vol. 7 (1-3): 33-36. 1991.
- Der Animismus. Die Religionen traditioneller Kulturen in neuerer Sicht, in: Evangelikale Missiologie 1992.3, S. 35–40.
- Spät – fast zu spät kamen die Missionare, in: Verband evangelischer Missionskonferenzen (Hrsg.): Evangelische Mission, Jahrbuch 1994, Missionshilfe Verlag, Hamburg 1994, S. 166–176.
- Kognitive Aspekte des Menschenbildes bei den Campa (Asheninca), in: asien afrika lateinamerika, 1995, Vol. 23: 29-50.
- Äußere Mission – heute noch?, in: Mitteilungen der Evangelischen Stadtmission Freiburg 1994.2, S. 6–9.
- Schöpfungsgeschichten bei anderen Völkern, in: Mitteilungen der Evangelischen Stadtmission Freiburg 1996.3, S. 24–25.
- Mythen über Mission. Kritische Anmerkungen eines Ethnologen, Mission Weltweit, Bad Liebenzell 6.1999, S. 17–22.
- Schule unterm großen Baum?, in: 25 Jahre Theodor-Heuß-Gymnasium Freiburg 1974–1999, Freiburg i.Br. 1999, S. 206–211.
- Comment on Priest, Robert: Missionary Positions: Christian, Modernist, Postmodernist, in: American Anthropologist, 2001, Vol. 42 (1): 24-68.
- Eine Legende auf Chuuk. Wilhelm Friedrich Kärcher: ein deutscher Missionar in Mikronesien, in: Das Zeitalter des Kolonialismus. Herausgegeben in Zusammenarbeit mit DAMALS – Das Magazin für Geschichte und Kultur. Darmstadt 2007. S. 93–95.
- Die Sprache von Mapia in Mikronesien. Vergleichende Untersuchungen zu einer Wortliste von Johann Stanislaus Kubary aus dem Jahr 1895, in: Daniel Schmidt-Brücken, Hrsg.: Koloniallinguistik. Sprache in kolonialen Kontexten, Berlin/Boston 2015, S. 247–316.